# Canis lupus arabs
Il lupo arabo (Canis lupus arabs Pocock, 1934) è una sottospecie di lupo grigio diffusa, un tempo, in tutta la Penisola Arabica, ma ridotta attualmente in piccoli branchi sparsi in Israele meridionale, Oman, Yemen, Giordania, Arabia Saudita e, probabilmente, in alcune zone della Penisola del Sinai (in Egitto).

## Descrizione

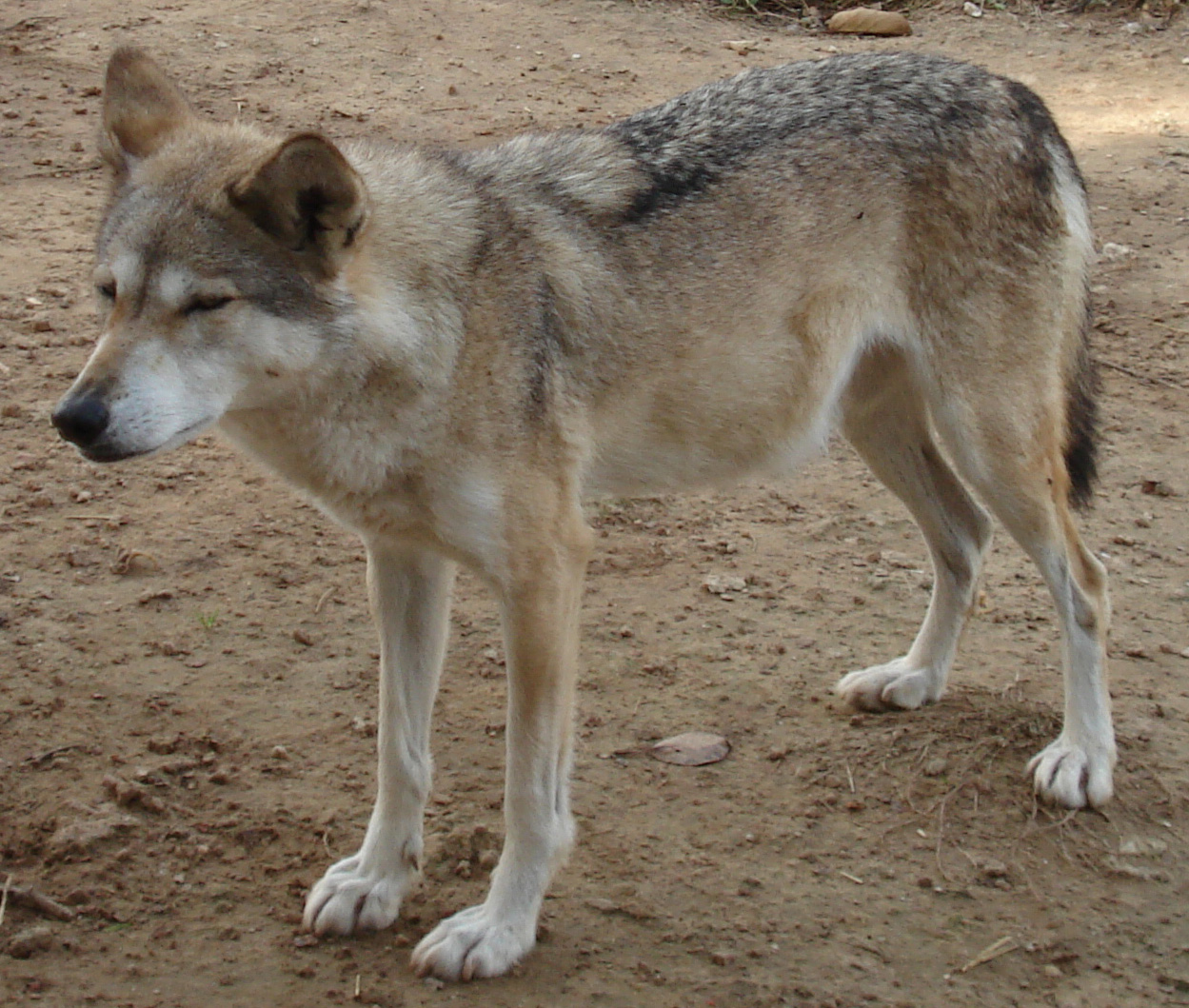
Lupo in uno zoo di Israele

È una piccola sottospecie adattata a vivere nel deserto, alta in media 66 cm al garrese e del peso di 18 chili. Rispetto alle dimensioni del corpo, le sue orecchie sono le più grandi tra tutte quelle dei lupi, adattamento necessario per disperdere calore corporeo. Inoltre, non vive in gruppi numerosi, ma caccia in coppie o in piccoli branchi composti da tre o quattro esemplari. Caratteristica piuttosto insolita per un lupo, non è mai stato sentito ululare. D'estate il pelo è corto e rado, nonostante sul dorso continui ad essere abbastanza lungo. Si ritiene che ciò sia un adattamento contro la radiazione solare. Il mantello invernale è più lungo, anche se non raggiunge mai la lunghezza di quello delle sottospecie settentrionali. I lupi arabi sono i soli lupi grigi ad avere le due dita centrali dei piedi fuse insieme, caratteristica ritenuta un tempo unica dei licaoni. Gli occhi sono gialli, come quelli di tutti i lupi, ma si trovano anche molti esemplari con gli occhi castani - il che indica certamente che almeno una parte della popolazione non è più di sangue puro, ma che i predecessori di tali individui si sono incrociati con cani rinselvatichiti. Ciò pone delle minacce molto serie alla sopravvivenza di questa sottospecie.
Il lupo arabo si distingue da quello turco per il mantello dai colori più pallidi, le dimensioni inferiori e la testa proporzionalmente più piccola.

## Alimentazione

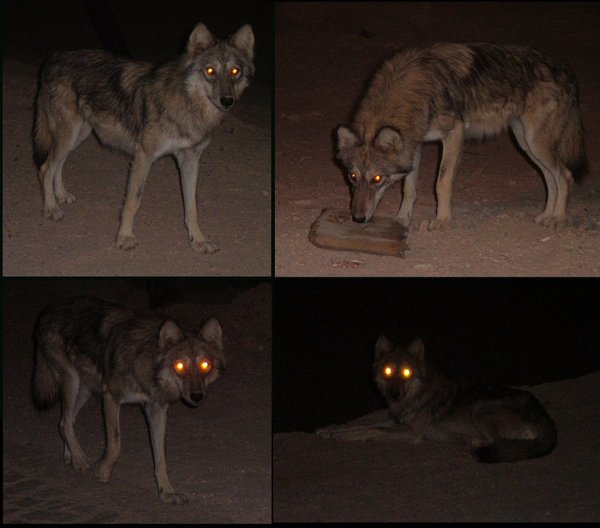
Un esemplare solitario (con il mantello invernale) nella regione meridionale del deserto di Arava, Israele.

I lupi arabi attaccano e divorano qualunque animale domestico, fino a quelli delle dimensioni di una capra. Pertanto, gli allevatori non esitano a sparare, avvelenare e catturare qualunque lupo si trovi nelle loro vicinanze. Questi animali si nutrono, comunque, anche di lepri, roditori, ungulati e perfino di carogne, se ne hanno l'opportunità.
Vanno a caccia soprattutto di animali di dimensioni medio-piccole, come lepri del Capo, gazzelle dorcadi e stambecchi, ma mangiano anche carogne e, in vicinanza degli insediamenti umani, anche bestiame domestico.

## Areale e conservazione

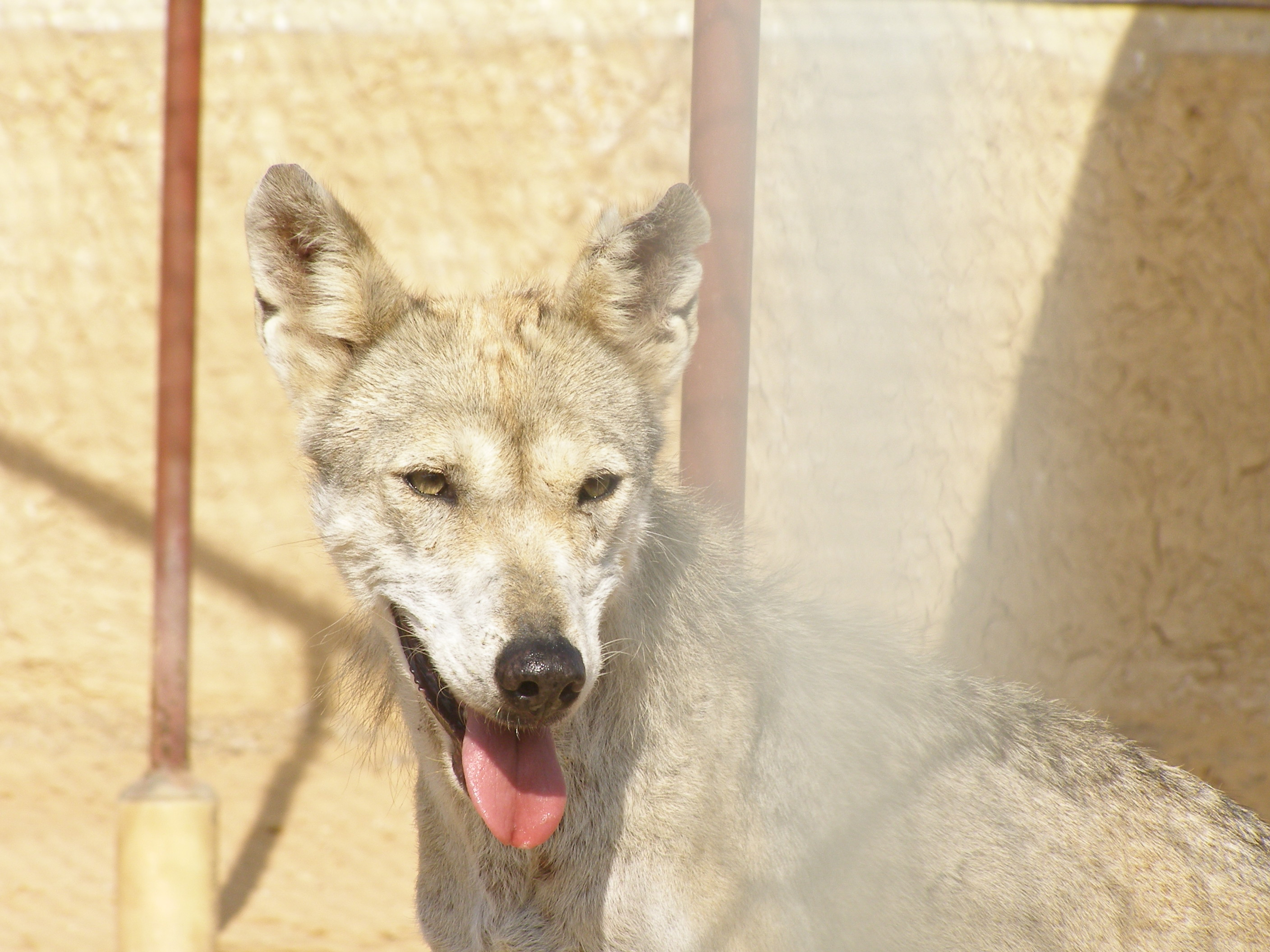
Primo piano di un lupo arabo

Il lupo arabo si trovava una volta in tutta la penisola arabica, ma ora vive solo in piccole parti nel sud Israele, Iraq, Oman, Yemen, Giordania, Arabia Saudita, e alcune parti della Penisola del Sinai in Egitto. È raro nella maggior parte del suo areale a causa della persecuzione umana.
In Oman la popolazione di lupi è aumentata notevolmente da quando ne è stata vietata la caccia, il che fa ben sperare che in futuro possano ripopolare naturalmente le regioni circostanti. In Israele sono presenti tra i 100 e i 150 esemplari, tutti diffusi nel Negev e nell'Ha'arava.

## Nella cultura
Il lupo viene frequentemente citato nelle Scritture come nemico delle greggi (Siracide 13:21; Matteo 7:15) e simbolo di tradimento, ferocia e sete di sangue. La tribù di Beniamino, a causa del suo carattere bellicoso, è stata spesso paragonata al lupo sia nel Vecchio che nel Nuovo Testamento.